# 高婕妤
高婕妤（694年—739年），唐朝妃嬪，渤海高氏。唐玄宗的才人，追赠婕妤。
开元初年，入选后宫，封为才人，开元六年（718年），高才人生唐玄宗第六子李璬。开元十三年（725年），李璬封为颍王。开元二十五年（737年）八月廿九日，其女受册为昌乐公主。公主下嫁窦锷。开元二十七年（739年）六月初十日，高才人在长安别宫去世，享年四十六岁。追赠婕妤:271。
虢国公杨思勖和鸿胪卿冯绍烈监护，万年县令郑岩为副，七月三十日，高婕妤葬在新丰少昌原。

## 备注
1. ↑  高婕妤墓称“婕妤姓高，渤海人也”[1]:271，所指即渤海高氏。唐朝时，通常依本人姓氏最知名的郡望，称某地人。